# 粮仓公园

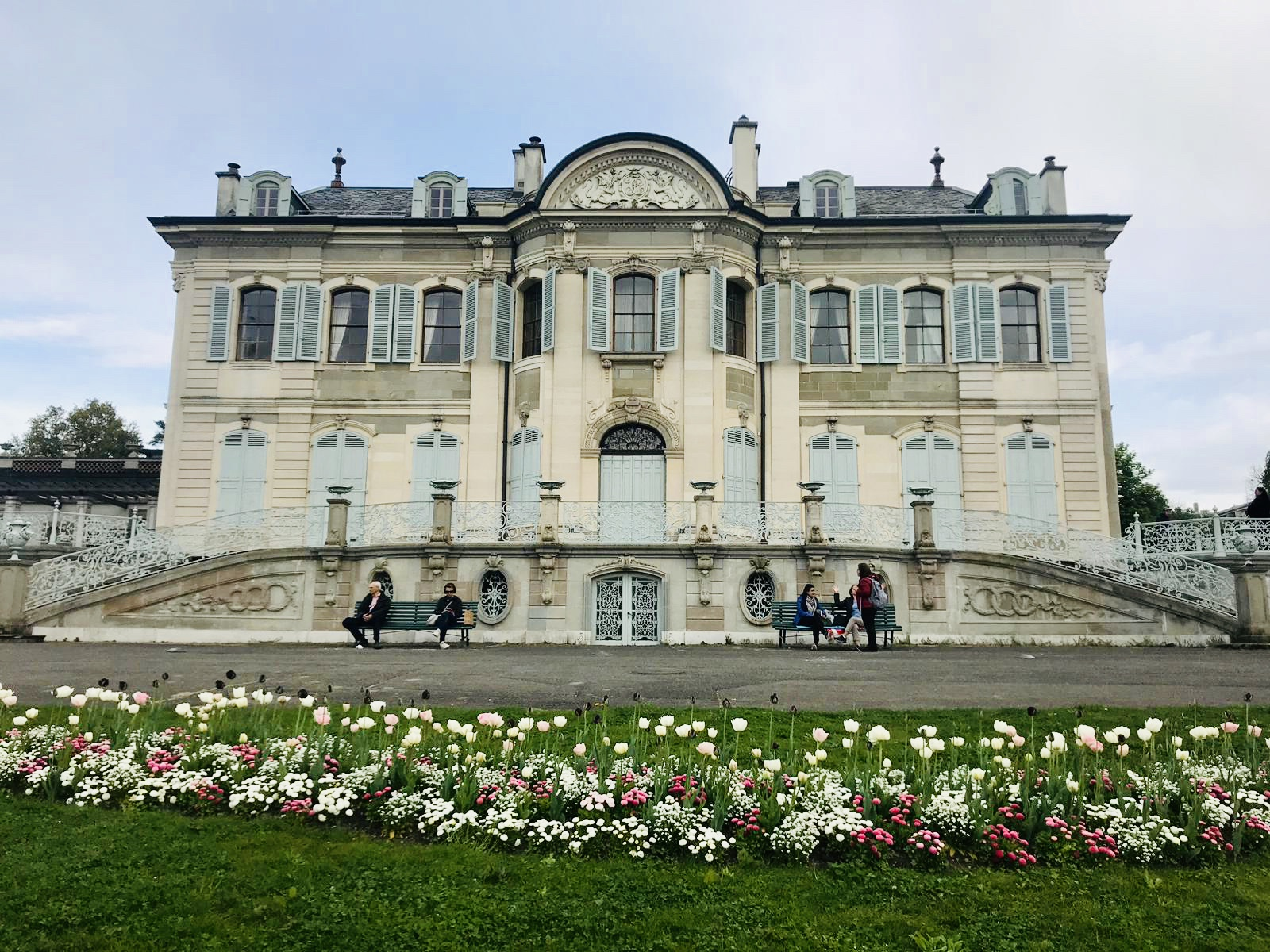
拉格朗熱別墅

粮仓公园（Parc La Grange）是瑞士日内瓦的一个城市公园。
它位于萊芒湖以南的古斯塔夫-阿多尔码头。它的面积为200,000平方米，這裡有树木、玫瑰园、橘子园、高山花园和18世纪的拉格朗熱別墅、两个剧院、一个游乐场以及一个儿童戏水池。

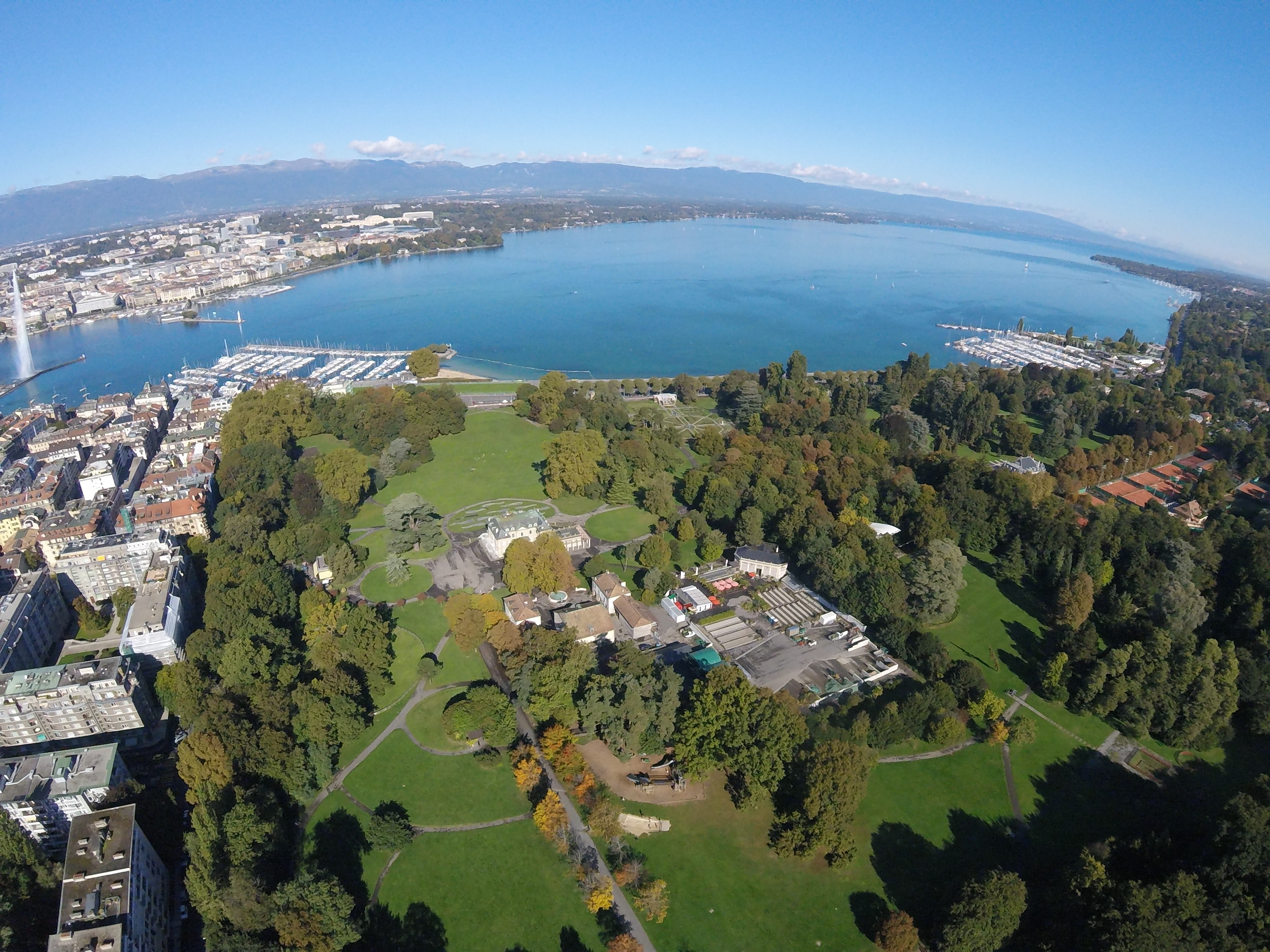
粮仓公园瞰图

## 历史
1864年，应业主埃德蒙·法夫尔（Edmund Favre，1812-1880 年）的邀请，红十字国际委员会第一次会议在拉格朗熱別墅举行。
1918年，埃德蒙·法夫尔的儿子威廉·法夫尔（William Favre，1843-1918）将粮仓公园捐赠给日内瓦市。
1969年6月10日，保祿六世在访问日内瓦期间在粮仓公园举行了一场弥撒，约有7万人在公园里参加彌撒。 
2021年6月16日，美国总统乔·拜登与俄罗斯总统弗拉基米尔·普京在拉格朗熱別墅举行高峰會。